# سینوآلیس
سینوآلیس (ژاپنی: シノアリス هپبورن: Shinoarisu) یک بازی ویدئویی به سبک نقش‌آفرینی است که توسط پوکیلابو برای سیستم‌عامل‌های اندروید و آی‌اواس ساخته و منتشر شده‌است.کارگردانی این بازی بر عهده تارو یوکو است که بیشتر به خاطر کارهایش در نیئا و مجموعه بازی دریکن‌گارد شناخته شده‌است. این بازی در ژاپن توسط اسکوئر انیکس در ژوئن ۲۰۱۷ و در ژوئیه ۲۰۲۰، در سراسر جهان به‌وسیلهٔ پوکیلابو عرضه شد.

## داستان
در دنیایی به نام کتابخانه که مملو از داستان‌های بی‌شمار است، شخصیت‌های هر داستان می‌خواهند نویسنده خود را برای آینده دلخواه خود احیا کنند. برای انجام این کار، آن‌ها با هم کار می‌کنند تا اینوچی‌ها را جمع کنند و با کابوس‌هایی که داستان‌ها را می‌بلعند مبارزه کنند، زیرا می‌دانند که برای رسیدن به خواسته خود ناگزیر باید یکدیگر را بکشند.

## توسعه
این بازی در ابتدا قرار بود توسط نکسان در خارج از ژاپن منتشر شود اما به دلایل محلی سازی برای مدت نامحدودی به تعویق افتاد.سپس انتشار بازی به پوکیلابو واگذار شد.موسیقی متن بازی توسط کیچی اوکابه، کیگو هوئاشی، و شوتارو سئو انجام شد.

## بازتاب‌ها
بازی با توجه به جمع‌آوری نقد متاکریتیک، نقدهای «ضد و نقیض یا متوسط» را دریافت کرد.

## اقتباس مانگا
یک اقتباس مانگا، که توسط هیمیکو به تصویر کشیده شده‌است، سریال سازی را در مانگااپ آغاز کرد! خدمات در سال ۲۰۱۹ در جولای ۲۰۲۱، اسکوئر انیکس اعلام کرد که مجوز انتشار مانگا را برای انتشار انگلیسی صادر کرده‌است.